# Bata (mitología)

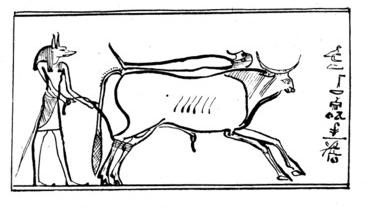
Bata el dios toro egipcio

Bata o Bat que proviene de la ciudad de Saka, es un dios-toro del Imperio Nuevo de Egipto, que representaba junto a Anubis, el 17º Nomo del Alto Egipto.

## Historia
Hasta mediados de la Dinastía XVIII, Bata era representado como un carnero y más adelante se representó como un toro. Bata es probablemente idéntico al dios de la muerte Bt del Imperio Antiguo, conocido de la necrópolis de Saqqara, por ejemplo, en la Mastaba de Ti de la V dinastía de Egipto. Bata no es mencionado ni en los Textos de las Pirámides ni en los Textos de los Sarcófagos.

## En literatura
Bata es el nombre del protagonista en la Historia de los dos hermanos , perviviendo una copia de la misma en el Papiro D'Orbiney del Nuevo Reino de Egipto, donde es el hermano de Anubis. También se le menciona en el ptolemaico
Papiro Jumilhac.